# Istituto statale di istruzione superiore Filippo Eredia
L'Istituto statale d'istruzione superiore Filippo Eredia, è una delle 11 scuole enologiche d'Italia con sede a Catania.
L'Istituto fu fondato nel 1881, a pochi anni dall'Unità d'Italia, come scuola di viticoltura ed enologia.
Fu una delle prime scuole ad indirizzo agrario dello Stato Italiano che, formato da poco, affidava l'istruzione pubblica alle scuole pratiche d'agricoltura a livello medio inferiore, alle scuole speciali d'agricoltura a livello superiore ed alle Scuole superiori di agricoltura a livello universitario.
La  scuola enologica di Catania, seconda della Sicilia, nacque dopo quelle di Marsala (l'I.T.A.S. "Abele Damiani", del 1873), Conegliano, Avellino e Alba, e tutte divennero ben presto  centri di studi viticolo-enologici, acquisendo fama anche all'estero, per la grande rinomanza degli insigni maestri che ne ressero le sorti e per l'ottima preparazione di numerosi tecnici, che operarono in Italia ed in paesi stranieri, tenendo alto il loro prestigio.
Nel corso dell'evoluzione storica del sistema formativo nel Paese, da scuola enologica, come comunemente veniva chiamata un tempo, divenne una scuola agraria media e poi, come istituto tecnico agrario con specializzazione per la viticoltura e l'enologia.
Intorno al 1950, l'Istituto fu intitolato a Filippo Eredia, professore di meteorologia di fama mondiale e studioso anche di climatologia ed ecologia agraria.

## Lettura del territorio
L'Istituto sorge in un territorio prettamente agricolo ed è ubicato alla periferia della città (nel quartiere Barriera del Bosco), ma ben collegato sia con l'hinterland che con il centro storico.
L'Istituto dispone di 2 aziende agricole, di cui una sta nella sede di via Del Bosco, ed è estesa circa 5 ettari ed è coltivata a vigneto, oliveto, agrumeto, oltre a campi sperimentali, serra, fungaia ed ombraio, per le esercitazioni pratiche degli alunni, ed è una della superficie di 7 ettari annessa al convitto di cui si trova una serra e campi.